# Teän
Teän, ook wel gespeld als Tean, is een van de grotere onbewoonde eilanden van de Isles of Scilly, een eilandengroep ca. 45 km voor de kust van Cornwall in het Verenigd Koninkrijk.
Teän (uitspraak: [TI-en]) ligt ongeveer 200 meter ten westen van het eiland St. Martin's (waarvan het is gescheiden door de Tean Sound) en ongeveer 1,5 km ten noordoosten van Tresco. Teän is 0,16 km² groot. Het hoogste punt van het eiland is de op het noordoostelijke deel gelegen Great Hill, waarvan de top op 30 m boven zeeniveau ligt. Aan de zuidwestelijke zijde van het eiland zijn twee zandstrandjes, West Porth en East Porth. Op een duinachtig deel daartussen bevinden zich de resten van een vroeg-christelijke kapel. Op Teän zijn ook sporen van bewoning aangetroffen uit de laat-Romeinse tijd (200-500).
Op het eiland groeit Viola kitaibeliana, een viooltje dat in Groot-Brittannië alleen op de Isles of Scilly voorkomt. Ook kransmuur (Polycarpon tetraphyllum) wordt op Teän aangetroffen. Aan de oostzijde van het eiland bevindt zich in de broedtijd een kleine kolonie papegaaiduikers.